# Institut für Angewandte Medienwissenschaft
Das Institut für Angewandte Medienwissenschaft (IAM) mit Sitz in Winterthur ist ein Institut der Zürcher Hochschule für Angewandte Wissenschaften. Es ist im Departement «Angewandte Linguistik» angesiedelt und setzt als einziges Schweizer Institut in seinem Fachbereich den Schwerpunkt Sprache. Seit seiner Gründung im Jahr 2000 setzt sich das Institut für die Professionalisierung der Berufsfelder Journalismus, Corporate Communications und Content Marketing ein. Institutsleiter ist zurzeit Guido Keel. In Aus- und Weiterbildung betreibt das IAM Bachelor-, Master- und exekutive Masterstudiengänge.

## Fokus «Public Storytelling»
Das IAM erzeugt, erschliesst und vermittelt Wissen über Sprachgebrauch in öffentlicher Kommunikation von Wirtschaft, Politik, Kultur und Wissenschaft. Dabei fokussiert das IAM auf das Zusammenwirken von Narration und Argumentation, die sogenannte Methode des Storytelling. Es hinterfragt und entwickelt theoretische, wissenschaftsmethodische und berufspraktische Konzepte des Storytelling in der öffentlichen Kommunikation. So entwickelt das IAM «Public Storytelling» als einen Ansatz zu Analyse, Modellierung und Transfer von Wissen, das in öffentlichen Diskursen narrativ konstruiert, gespeichert und überliefert wird und das gesellschaftlich sinnbildend wirkt.

## Ausbildungslehrgänge
Das Institut führt den Bachelorstudiengang Kommunikation und Medien mit der Vertiefung in Journalismus, Corporate Communications oder Content Marketing. Der Studiengang vertieft das Grundlagenwissen (Grundstudium) in den drei Bereichen und spezialisiert sich auf eines der drei Berufsfelder. Die Studierenden lernen typische Berufsrollen von Journalismus, Kommunikation und Marketing kennen und die Kommunikationsprozesse in diesen Berufsrollen gestalten. Im Zentrum der Ausbildung am IAM steht die Fähigkeit der Studierenden, Theorie und Praxis zu verbinden. 

## Anwendungsorientierte Forschung
Das IAM forscht anwendungsorientiert in den Lehrstühlen Medienlinguistik, Journalistik und Organisationskommunikation. Dabei nimmt das IAM Problemstellungen aus den Berufsfeldern Journalismus, Corporate Communications und Content Marketing auf und bearbeitet sie. Seinen Forschungsschwerpunkt umschreibt das IAM mit "Öffentliche Kommunikation: Sprachen, Wissenstransfer und Public Storytelling."